# خرمبک
خرمبک، روستایی از توابع بخش مرکزی شهرستان نیشابور در استان خراسان رضوی ایران است.

## جمعیت
این روستا در دهستان مازول قرار دارد و براساس سرشماری مرکز آمار ایران در سال ١٣٨۵، جمعیت آن 733 نفر (234خانوار) بوده‌است.